# أولاد المهدي (اتولت)
أولاد المهدي هو دُوَّار يقع بجماعة السڭامنة، إقليم سطات، جهة الدار البيضاء سطات في المملكة المغربية. ينتمي الدوّار لمشيخة اتولت التي تضم 3 دواوير. يقدر عدد سكانه بـ 1911 نسمة حسب الإحصاء الرسمي للسكان والسكنى لسنة 2004.

## روابط خارجية
- البوابة الوطنية للجماعات الترابية
- المندوبية السامية للتخطيط